# マッテオ・マルコンチーニ
マッテオ・マルコンチーニ（Matteo Marconcini 1989年8月26日- ）はイタリア出身の柔道選手。階級は81kg級。

## 人物
それまで大きな大会での実績はなかったが、2014年にグランプリ・ザグレブの81kg級で3位となった。2016年には グランドスラム・アブダビで3位、 グランプリ・アルマトイで2位になった。 リオデジャネイロオリンピックでは準々決勝でジョージアのアブタンディル・チリキシビリに技ありで敗れると、その後の3位決定戦でもUAEのセルジュ・トマに隅返で敗れて5位にとどまった。世界軍人選手権大会では3位だった。その後は国際大会でこれといった実績を残していなかったために世界ランキング61位で出場した世界選手権では予想外の活躍で決勝まで進むと、世界ランキング124位であるドイツのアレクサンダー・ヴィーツェルツァックとの伏兵対決になるが、絞め技で敗れて2位だった。

## 主な戦績
- 2008年 - 世界ジュニア　7位
- 2014年 - グランプリ・ザグレブ　3位
- 2016年 - ヨーロッパオープン・プラハ　優勝
- 2016年 - グランドスラム・アブダビ　3位
- 2016年 - グランプリ・アルマトイ　2位
- 2016年 - リオデジャネイロオリンピック　5位
- 2016年 - 世界軍人選手権大会　3位
- 2017年 -　世界選手権　2位

(出典、JudoInside.com)